# Ligament tarso-métatarsien dorsal
Les ligaments tarso-métatarsiens dorsaux sont sept ligaments des articulations tarso-métatarsiennes situées dans le pied.

## Description
Les ligaments tarso-métatarsiens dorsaux sont des bandes solides et plates qui s'étendent des os du tarse aux métatarses.
Le premier ligament unit la face dorsale de l'os cunéiforme médial à la face dorsale de la base du premier métatarsien.
Les trois ligaments suivants s'étendent en éventail vers l'arrière de la face dorsale de la base du deuxième métatarsien vers les faces dorsales des cunéiformes médial, intermédiaire et latéral.
Un ligament relie la face dorsale de la base du troisième métatarsien à la face dorsale du cunéiforme latéral.
Les deux derniers relient les faces dorsales des bases des quatrième et cinquième métatarsiens à la face dorsale de l'os cuboïde.